# Zingiber panduratum
Zingiber panduratum là một loài thực vật có hoa trong họ Gừng. Loài này được William Roxburgh đề cập lần đầu tiên năm 1814, nhưng miêu tả khoa học chỉ được công bố năm 1820 sau khi ông mất, và in lại năm 1832 không kèm chú giải của Nathaniel Wallich.

## Từ nguyên
Tính từ định danh panduratum (giống đực: panduratus, giống cái pandurata) là tiếng Latinh muộn, bắt nguồn từ pandura; tới lượt nó bắt nguồn từ tiếng Hy Lạp πανδοῦρα (pandoûra) là một loại đàn luýt ba dây hình dạng giống như mandolin hay banjo; trong thực vật học được gọi là hình/dạng lá bưởi - là hình trứng ngược với một đôi vết lõm lượng sóng gần đáy. Ở đây để nói tới cánh môi dạng lá bưởi (panduriform) của loài này.

## Phân bố
Loài này là bản địa Myanmar. POWO cũng cho rằng nó có ở Thái Lan - dựa theo Larsen (1996), nhưng Theilade (1999) và Triboun et al. (2014) không liệt kê loài này trong danh sách loài Zingiber tại Thái Lan.
Môi trường sống là rừng lá sớm rụng ẩm ướt, những nơi ẩm ướt, ở cao độ ~65 m.

## Phân loại
Có quan hệ gần với Z. roseum, Z. ligulatum và được xếp trong tổ Cryptanthium.

## Mô tả
Cây thảo thân rễ, cao 0,6–1 m. Thân rễ ít vị và không mùi; rễ nhiều, dài, mọng, dạng sợi, một số phình to thành củ hình mác nhưng không có củ chân vịt như ở Curcuma. Thân lá thẳng đứng, nhẵn nhụi. Lá xếp thành 2 dãy. Phiến lá hình mác rộng tới thuôn dài-hình mác, 15–30 cm × 7–10 cm, 2 mặt nhẵn nhụi, đỉnh nhọn tới nhọn thon; lưỡi bẹ rất lớn và dài, tù, nhẵn nhụi, dạng màng, khô xác; cuống lá rất ngắn trên bẹ lá nhẵn nhụi. Cụm hoa từ xếp lợp lỏng lẻo tới rất kết đặc, mọc từ thân rễ, nửa dưới chìm trong lòng đất; cành hoa bông thóc thuôn dài, kết đặc, hình elipxoit, dài 5-10 cm, đỉnh nhọn; cuống cụm hoa rất ngắn. Lá bắc màu đỏ, lõm, đỡ 1 hoa, các lá bắc bên ngoài hình trứng, các lá bắc bên trong hình mác, dài 3,5-3,8 cm, đỉnh không có móc. Lá bắc con màu trắng ánh hồng, dài 2 cm. Hoa màu đỏ ánh trắng; đài hoa hình ống, dài ~2 cm, màu trắng, dạng màng, đỉnh 3 răng; ống tràng màu trắng ánh đỏ, dài 3,5-3,8 cm; các thùy tràng màu từ đỏ nhạt tới đỏ tươi, hình mác, đỉnh nhọn thon; thùy tràng lưng dài ~2,5 cm, các thùy tràng bên gần dài bằng, ~2,3 cm; cánh môi 3 thùy, màu từ vàng rất nhạt tới trắng ánh vàng, không đốm hay sọc, hình lá bưởi (hình trứng ngược với một đôi vết lõm lượng sóng gần đáy); thùy giữa dài ~2 cm, hình trứng ngược, rộng đầu, đỉnh cắt cụt hoặc khía răng cưa; các nhị lép bên (thùy bên của cánh môi) nhỏ, thuôn tròn. Nhị dài 2-3 cm; chỉ nhị rất ngắn nhưng rộng; bao phấn màu vàng nhạt, dài ~1,5 cm; mào bao phấn dạng mỏ, dài ~1,5 cm, hình trụ, uốn ngược. Bầu nhụy 3 ngăn, nhiều noãn đính trụ; vòi nhụy dài, hình chỉ; đầu nhụy hình phễu. Quả nang hình trứng, tam giác, nhọn với các bên dẹp, nhẵn bóng, nhạt màu, rộng đầu tại đáy, được nhiều lá bắc khô quắt bao quanh, to cỡ quả óc chó. Các mảnh vỏ dày và mọng, 3 góc, mặt trong gợn sóng, bóng, màu đỏ tươi; vỏ như da; thịt dạng xốp, nhợt nhạt màu; vách ngăn thuôn dài, phồng lên, hình tam giác, màu đỏ tươi, khi quả nang nổ thì dính vào góc trong của một trong các mảnh vỏ. Hạt hình trứng ngược, nằm ngang, mỗi ngăn khoảng 12, đính bằng các thực giá noãn nhỏ, mọng, màu trắng vào các bên của vách ngăn, mùi thơm nhẹ. Áo hạt màu trắng sữa, như da, lỏng lẻo bao quanh hạt, đục lỗ ở đỉnh với lỗ nhỏ có răng cưa. Vỏ hạt một lớp, màu tía sẫm, nhẵn bóng, bên trong xốp và chứa đầy dịch màu tím, tiến vào đáy hình rốn của hạt và đỡ phần đỉnh của rễ mầm; nội nhũ màu trắng, dạng hạt hạnh, phù hợp với hạt và chiếm chủ yếu nửa dưới của nó và gần như không có ở nửa trên. Ngoại nhũ màu trắng và mọng, hìn con quay, chiếm gần như hoàn toàn nửa trên của hạt, kết thúc phía dưới thành bẹ rất mỏng che phủ phôi mầm. Phôi mầm hình trụ hơi phồng, dài như hạt, thẳng đứng. Lá mầm gần hình trụ, gần như trần trụi. Rễ mầm dày, hơi phình tại đỉnh, hướng tâm. Ra hoa từ tháng 7, quả chín tháng 11-12.
Ten gọi bản địa tại Myanmar là taw thalin phu, hpa la, pha lar, toukta.